# Herning Sogn
Herning Sogn er et sogn i Herning Søndre Provsti (Viborg Stift).
I 1800-tallet var Herning Sogn anneks til Rind Sogn, men det blev et selvstændigt pastorat i 1889, hvor den nuværende Herning Kirke blev indviet. Begge sogne hørte til Hammerum Herred i Ringkøbing Amt. De dannede hver sin sognekommune, men Herning blev i 1913 købstad og hørte derefter kun geografisk til herredet. Ved kommunalreformen i 1970 blev Herning Købstad kernen i Herning Kommune, som bl.a. Rind blev indlemmet i.
I 1955 blev Sankt Johannes Kirke (Herning) indviet, og Sankt Johannes Sogn (Herning) blev udskilt fra Herning Sogn. I 1975 blev Hedeagerkirken indviet, og Hedeager Sogn blev udskilt fra Sankt Johannes Sogn. Hedeagerkirken er bygget umiddelbart øst for Hernings gamle kirkegård, hvor Herning gamle kirke fra omkring 1200 lå. Den blev revet ned i 1885, og dens kvadersten blev brugt som sokkel i den nye kirke.
I 1963 blev Fredens Kirke (Herning) indviet, og Fredens Sogn (Herning) blev udskilt fra Herning Sogn. I 1981 blev Gullestrup Kirke indviet som vandrekirke. I 1989 blev Gullestrup Sogn udskilt fra Herning Sogn. I 1998 blev den nuværende Gullestrup Kirke indviet.
I sognet findes følgende autoriserede stednavne:
- Herning (bebyggelse)
- Holing (bebyggelse, ejerlav)
- Lillelund (bebyggelse)